# Sierra de Cabezas de Aguila
Sierra de Cabezas de Aguila este o arie protejată (arie specială de conservare — SAC, sit de importanță comunitară — SCI) din Spania întinsă pe o suprafață de 5.315,22 ha, integral pe uscat.

## Localizare
Centrul sitului Sierra de Cabezas de Aguila este situat la coordonatele 39°23′48″N 5°33′12″W / 39.396667°N 5.553333°V.

## Înființare
Situl Sierra de Cabezas de Aguila a fost declarat sit de importanță comunitară în decembrie 1997 pentru a proteja 1 specie de plante și 43 de specii de animale. Situl a fost protejat și ca arie specială de conservare în mai 2015.

## Biodiversitate
Situată în ecoregiunea mediteraneană, aria protejată conține 6 habitate naturale: Dehesas cu Quercus spp. perene, Păduri de stejar galițio-portugheze cu Quercus robur și Quercus pyrenaica, Păduri de Castanea sativa, Păduri de Quercus ilex și Quercus rotundifolia, Pante stâncoase silicioase cu vegetație casmofită, Iazuri temporare mediteraneene.
La baza desemnării sitului se află mai multe specii protejate:
- plante (1): Narcissus pseudonarcissus subsp. nobilis
- păsări (31): uliu porumbar (Accipiter gentilis), uliu păsărar (Accipiter nisus), Caprimulgus ruficollis, scatiu (Carduelis spinus), măcăleandru (Erithacus rubecula), șoimul rândunelelor (Falco subbuteo), muscar negru (Ficedula hypoleuca), Fringilla montifringilla, Hippolais polyglotta, capîntortură (Jynx torquilla), ciocârlie de pădure (Lullula arborea), privighetoare (Luscinia megarhynchos), codobatură de munte (Motacilla cinerea), muscar sur (Muscicapa striata), grangur (Oriolus oriolus), ciuf-pitic (Otus scops), codroșul de pădure (Phoenicurus phoenicurus), pitulice de munte (Phylloscopus bonelli), pitulice de munte (Phylloscopus collybita), pitulice-fluierătoare (Phylloscopus trochilus), brumăriță de pădure (Prunella modularis), mugurarul (Pyrrhula pyrrhula), aușel sprâncenat (Regulus ignicapilla), turturică (Streptopelia turtur), silvie cu cap negru (Sylvia atricapilla), silvie de zăvoi (Sylvia borin), silvie roșcată (Sylvia cantillans), silvie de câmp (Sylvia communis), silvie de tufiș (Sylvia undata), sturzul viilor (Turdus iliacus), sturz-cântător (Turdus philomelos)
- mamifere (6): vidră de râu (Lutra lutra), liliac cu urechi mari (Myotis bechsteinii), liliac cărămiziu (Myotis emarginatus), liliac comun (Myotis myotis), liliacul mare cu potcoavă (Rhinolophus ferrumequinum), liliacul cu potcoavă a lui méhely (Rhinolophus mehelyi)
- nevertebrate (3): croitorul mare al stejarului (Cerambyx cerdo), fluturele auriu (Euphydryas aurinia), rădașcă (Lucanus cervus)
- reptile (3): țestoasa de baltă (Emys orbicularis), Lacerta schreiberi, Mauremys leprosa

Pe lângă speciile protejate, pe teritoriul sitului au mai fost identificate 1 specie de plante, 1 specie de amfibieni, 2 specii de reptile.